# 北區 (東京都)
北区（日语：／ Kita ku */?）是日本東京都区部北部的特別區。
郵遞區號（前3碼）：114、115。

## 人口
| 北區人口分布圖 |                                             |  |
| 北區與日本全國年齡別人口分布比較圖 （2005年資料） | 北區的年齡、男女別人口分布圖 （2005年資料） |  |
| ■紫色是北區 ■綠色是全国 | ■藍色是男性 ■紅色是女性                     |  |
| 北區人口變化 \| 1970年 \| 431,219人 \| \| \| 1975年 \| 419,996人 \| \| \| 1980年 \| 387,458人 \| \| \| 1985年 \| 367,579人 \| \| \| 1990年 \| 354,647人 \| \| \| 1995年 \| 334,127人 \| \| \| 2000年 \| 326,764人 \| \| \| 2005年 \| 330,412人 \| \| \| 2010年 \| 335,544人 \| \| \| 2015年 \| 341,076人 \| \| \| 2020年 \| 355,213人 \| \| |                                             |  |
| 資料來源：日本總務省統計中心提供之人口普查數據 |                                             |  |
| 1970年 | 431,219人                                   |  |
| 1975年 | 419,996人                                   |  |
| 1980年 | 387,458人                                   |  |
| 1985年 | 367,579人                                   |  |
| 1990年 | 354,647人                                   |  |
| 1995年 | 334,127人                                   |  |
| 2000年 | 326,764人                                   |  |
| 2005年 | 330,412人                                   |  |
| 2010年 | 335,544人                                   |  |
| 2015年 | 341,076人                                   |  |
| 2020年 | 355,213人                                   |  |

### 日夜間人口
2005年夜間人口（居住者）為330,345人，區外通勤者與通學生、居住者在內的區內日間人口為307,317人，是夜間人口的0.93倍。區內往區外的通勤者有100,120人，區外往區內的通勤者有76,299人。。

## 地理

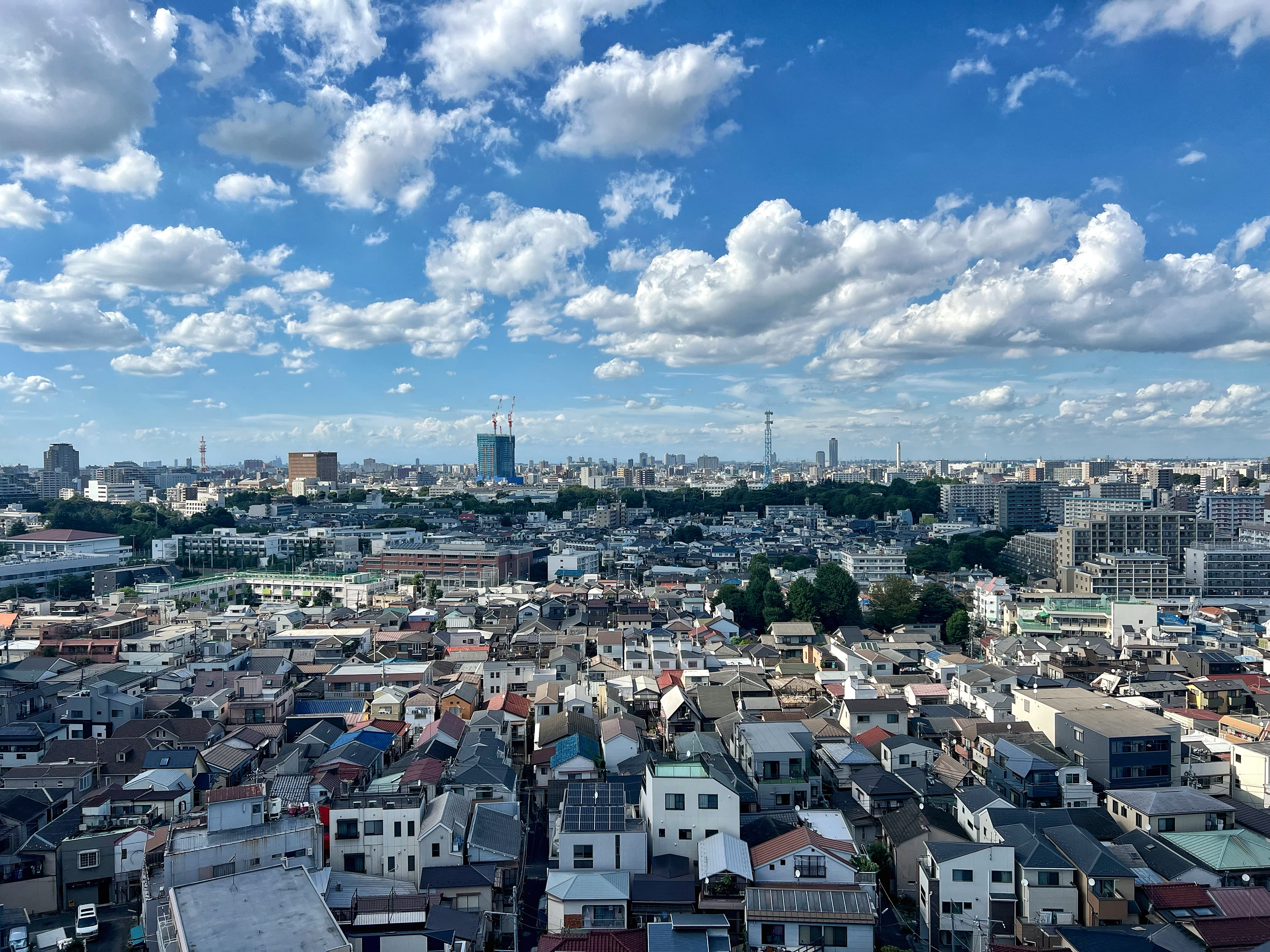
从西巢鸭向北的北区天际线，前方远侧条状绿地为石神井川周边的植被（多为樱花树）。

東京23區北部，東西約2.9公里，南北約9.3公里，面積20.59平方公里，位居東京23區中第11位。
北與埼玉縣川口市、戶田市以荒川、荒川放水路為界，東鄰荒川區，與足立區之間以隅田川為界，西接板橋區，南連文京區、豐島區。此外，區南端至台東區區界僅100公尺左右。
主要幹道有明治通、環七通（東京都道318號環狀七號線）、環八通（東京都道311號環狀八號線）、中山道、本鄉通，前往都心較為便利。此外，本區也是東京23區中擁有最多JR車站的特別區（10站），區內大部分住宅區都在車站徒步圈內。
地理上，本區西南側為武藏野台地東北端，東北側為荒川的沖積平原。

### 河川、湖沼
- 河川
  - 荒川
  - 新河岸川
  - 隅田川
  - 石神井川（音無川）
  - 谷田川－明治時代暗渠化。
  - 稻付川（北耕地川）
  - 谷端川－暗渠化。仍保留在學校、公園名稱。
  - 王子分水－幕末從千川上水往王子方向開鑿的水道。
- 湖沼
  - 浮間池

## 近邻行政区
- 东 - 足立区、荒川区
- 北 - 埼玉县川口市、户田市
- 西 - 板橋區
- 南 - 丰岛区、文京区

## 歷史

### 沿革
- 1932年（昭和7年）10月1日 東京府北豊島郡岩淵町、王子町、瀧野川町編入東京市，岩淵町與王子町成立王子區，瀧野川町成立瀧野川區。
- 1943年（昭和18年）7月1日 東京都制施行，為東京都王子區、瀧野川區。
- 1947年（昭和22年）3月15日 王子區、瀧野川區合併，北區成立。

## 地域

### 活動
- 初午祭　稻付搗麻糬歌（稲付の餅つき唄）（道灌山稻荷社）※北區指定無形民俗文化財
- 熊野神社之白酒祭（御步射活動）※北區指定無形民俗文化財
- 王子神社例大祭王子田樂（王子神社）※北區指定無形民俗文化財
- 王子狐之行列
- 萬垢離（まんごり）
- 十條富士神社大祭（お富士さん）
- 大赤羽祭（馬鹿祭）
- 北區 内田康夫推理文學賞

### 地區
分為王子地區、赤羽地區、瀧野川地區。

### 車牌號碼
本區屬練馬號碼（東京運輸支局）。

### 有線電視
- JCN北有線（JCN北ケーブル）　區内全域

## 區政

### 區長
- 山田加奈子（やまだ かなこ）2023年4月27日－

### 區議會
- 席次40席（缺額1席）、任期:2019年5月1日 - 2023年4月30日[2]
- 議會派系：

| 黨派名               | 議員数 | 所属党籍               |
| -------------------- | ------ | ---------------------- |
| 自由民主黨議員團     | 10     | 自由民主党             |
| 公明黨議員團         | 10     | 公明党                 |
| 日本共産黨北區議員團 | 9      | 日本共産党             |
| 立憲會(日语：立憲クラブ)       | 5      | 立憲民主党、社會民主黨 |
| 無黨團               | 1      | 新社会党               |
| 無黨團               | 1      | 都民第一会             |
| 無黨團               | 1      | 日本維新会             |
| 無黨團               | 1      | 国民民主党             |
| 無黨團               | 1      | 無黨籍                 |
| 總計                 | 39     |                        |

### 平和都市宣言
- 1986年3月15日

### 元氣環境共生都市宣言
- 2005年10月29日

### 友好都市

#### 國内
- 山形縣酒田市
- 甘樂郡甘樂町
- 吾妻郡中之條町

### 海外
- 中华人民共和国北京市宣武区

## 警察署、消防署
- 王子警察署
- 赤羽警察署
- 瀧野川警察署

- 王子消防署 救急隊1
  - 十條出張所 特別消火中隊、救急隊1
  - 東十條出張所 救急隊無
- 赤羽消防署  救急隊1
  - 志茂出張所 特別消火中隊、救急隊無
  - 浮間出張所 救急隊無
  - 西丘出張所 救急隊無
  - 赤羽台出張所 救急隊1
- 瀧野川消防署 特別消火中隊、救急車1
  - 三軒家出張所 救急隊1
  - 田端出張所 救急隊無

## 醫院、醫療機關
- 東京北社會保險醫院
- 赤羽中央總合醫院
- 王子生協醫院
- 王子醫院
- 北區保健所
- 國立印刷局東京醫院
- 瀧野川醫院

## 交通

### 鐵路
雖然北區的行政中心是王子，但交通中心是在（尤其是鐵路）赤羽。
東日本旅客鐵道（JR東日本）
- 宇都宮線：尾久站 - 赤羽站
- 高崎線：尾久站 - 赤羽站
- 湘南新宿線：赤羽站
- 埼京線：十條站 - 赤羽站 - 北赤羽站 - 浮間舟渡站
- 京濱東北線：田端站 - 上中里站 - 王子站 - 東十條站 - 赤羽站
- 山手線：田端站

東京都交通局（東京都電車）
- 荒川線：西原四丁目停留場 - 瀧野川一丁目停留場 - 飛鳥山停留場 - 王子站前停留場 - 榮町停留場 - 梶原停留場

東京地下鐵
- 南北線：西原站 - 王子站 - 王子神谷站 - 志茂站 - 赤羽岩淵站

埼玉高速鐵道
- 埼玉高速鐵道線（彩之國球場線）：赤羽岩淵站

東北新幹線、都營三田線、日暮里-舍人線也通過本區但未設站。

### 巴士路線
- 北區社區巴士（K巴士）：日立自動車交通運行
  - 王子、駒込線
  - 田端循環線
- 都營巴士
  - 王40甲、王40丙、王41、王45、王46、王49、王49折返、王55、王57、王78、東43、端44、里48、草64、深夜02、深夜11
- 國際興業巴士
  - 赤01、赤06、赤02、赤56、赤56-2、赤56-3、赤73、赤20、赤21、赤23、赤23-2、赤25、赤26、赤27、赤31、赤50、赤51、赤57、赤52、赤53、赤54、赤54-1、赤54-2、赤96、赤55、赤58、赤80、赤80-2、赤95、赤27-2、赤71･赤72、王22、王54
- 關東巴士
  - 赤31
- 東武巴士
  - 王30

### 水上巴士路線
- 東京水邊線
  - 神谷碼頭（都營巴士「豐島8丁目」下車步行6分鐘、王子神谷站3號出口步行10分鐘）

### 道路
- 高速道路
  - 首都高速中央環狀線

- 一般道路
  - 國道17號（中山道）
  - 北本通（國道122號）
  - 環七通（東京都道318號環狀七號線）
  - 環八通（東京都道311號環狀八號線）
  - 明治通
  - 東京都道445號常盤台赤羽線
  - 本鄉通（東京都道455號本鄉赤羽線）

## 景點、古蹟

### 史蹟
- 稻付城跡－赤羽西。太田道灌建造。
- 十條富士塚－中十條二丁目的富士神社內。北區指定有形民俗文化財。
- 田端富士塚－田端二丁目的田端八幡神社內。
- 西原一里塚－西原二丁目，日光御成道本鄉追分的下一個一里塚。1922年（大正11年）3月8日指定為國家史蹟。
- 平塚城跡－上中里。別名豐島城。

### 神社、佛閣等
- 王子神社
- 王子稻荷神社
- 近藤勇與新選組隊士之墓
- 城官寺－西原。江戶時代擔任將軍醫官、幕府醫學館總裁的多紀家菩提寺。東京都指定史蹟。
- 昌林寺－曹洞宗
- 七社神社
- 平塚神社
- 無量寺－西原。

### 公園、庭園等
- 赤羽自然觀察公園
- 飛鳥山公園－江戶時代，八代將軍德川吉宗下令打造的櫻之名所。
- 浮間釣堀公園（浮間つり堀公園）
- 都立浮間公園（浮間池）
- 音無親水公園
- 釀造試驗所跡地公園－瀧野川。瀧野川反射爐跡。
- 滝野川公園（舊農林水產省農業技術研究所）
- 中央公園（舊王子營區）
- 都立舊古河庭園
- 名主之瀧公園

## 文化、體育、藝術

### 博物館、美術館、劇場等
- 飛鳥山博物館
- 荒川知水資料館（amoa、アモア）
- 王子小劇場
- 紙鈔與郵票博物館（お札と切手の博物館）－王子。
- 紙的博物館 - 飛鳥山。
- 北區故鄉農家體驗館－赤羽自然觀察公園內設施。
- 櫻花廳、杜鵑廳  ※北Topia （北とぴあ）內設施
- シアター･バビロンの流れのほとりにて－王子。
- 自然接觸情報館（清水坂公園內）
- 篠原演藝場－中十條。
- 澀澤史料館－飛鳥山。日本資本主義之父澀澤榮一宅邸。
- 田端文士村紀念館
- 東京都北區防災中心 地震科學館－西原。
- 東書文庫－榮町。東京書籍營運的教科書圖書館。近代化產業遺產。
- pit 北/區域－王子。※小劇場

### 體育設施
- 赤羽運動森林公園競技場赤羽西。
- 國立運動科學中心－西丘。
- 國立西丘足球場－西丘。
- 國家訓練中心（ナショナルトレーニングセンター）－西丘、赤羽西。
- 赤羽高爾夫球場－浮間。

### 文化、藝能
- 北區民交響樂團（北区民オーケストラ）
- 瀧野川少年少女合唱團
- 豐島音頭

## 教育機關

### 大學、短期大學
- 星美學園短期大學－赤羽台。
- 東京成德大學、短期大學－十條台、王子。
- 東京福祉大學－堀船。
- 東洋大學－赤羽台。

### 專門、專修學校
- 王子經理專門學校
- 北區醫師會看護高等專修學校
- 中央工學校
- 中央動物專門學校
- 東京齒科衛生專門學校
- 東京髮妝專門學校（東京ヘアメイク専門学校）

### 外國政府的教育機關
- 東京國際法國學園

　※由法國海外教學處（Agence pour l'enseignement français à l'étranger, AEFE）直接管理。包含幼兒教育科、初等教育科、中等教育科、高等教育科。

### 東京都立高等學校
- 東京都立赤羽商業高等學校
- 東京都立飛鳥高等學校
- 東京都立王子總合高等學校
- 東京都立桐丘高等學校

### 北區立中學校
| - 北區立赤羽岩淵中學校 - 北區立飛鳥中學校 - 北區立稻付中學校 - 北區立浮間中學校 | - 北區立王子櫻中學校 - 北區立神谷中學校 - 北區立桐丘中學校 - 北區立十條富士見中學校 | - 北區立瀧野川紅葉中學校 - 北區立田端中學校 - 北區立堀船中學校 - 北區立明櫻中學校 |

### 私立中學校、高等學校
| - 安部學院高等學校 - 京北學園白山高等學校 - 京北高等學校 - 櫻丘中學校、高等學校 - 駿台學園中學校、高等學校 - 順天中學校、高等學校 - 女子聖學院中學校、高等學校 - 聖學院中學校、高等學校 | - 星美學園中學校、高等學校 - 成立學園中學校、高等學校 - 瀧野川女子學園中學校、高等學校 - 東京成德大學中學校、高等學校 - 東京朝鮮中高級學校 - 武藏野中學校、高等學校 |

### 北區立小學校
| - 北區立王子小學校 - 北區立王子第一小學校 - 北區立王子第二小學校 - 北區立王子第三小學校 - 北區立王子第五小學校 - 北區立荒川小學校 - 北區立豐川小學校 - 北區立堀船小學校 - 北區立柳田小學校 - 北區立東十條小學校 | - 北區立十條台小學校 - 北區立豐島若葉小學校 - 北區立清水小學校 - 北區立赤羽小學校 - 北區立岩淵小學校 - 北區立撫子小學校 - 北區立第三岩淵小學校 - 北區立第四岩淵小學校 - 北區立梅木小學校 - 北區立神谷小學校 | - 北區立稻田小學校 - 北區立桐丘鄉小學校 - 北區立袋小學校 - 北區立八幡小學校 - 北區立浮間小學校 - 北區立西浮間小學校 - 北區立赤羽台西小學校 - 北區立瀧野川小學校 - 北區立瀧野川第一小學校 - 北區立瀧野川第二小學校 | - 北區立瀧野川第三小學校 - 北區立瀧野川第四小學校 - 北區立瀧野川第五小學校 - 北區立瀧野川第六小學校 - 北區立瀧野川第七小學校 - 北區立西原小學校 - 北區立谷端小學校 - 北區立紅葉小學校 |

### 私立小學校
- 聖學院小學校
- 星美學園小學校

### 特別支援學校
- 東京都立王子第二特別支援學校
- 東京都立王子特別支援學校
- 東京都立北特別支援學校

## 經濟、產業

### 工業
北區工業生產的開端是江戶幕府末期建造的瀧野川反射爐，位於現在的釀造試驗所跡地公園。也因為此反射爐（大砲工場），北區在明治至昭和中期成為軍事重鎮。此外，為了瀧野川反射爐的用水而開鑿的王子分水，也孕育了明治初期開設的鹿島紡織所、王子製紙等，使得北區在昭和中期以前，紙業、食品製造業等產業也十分發達。

#### 主要公司
●紙、印刷、出版流通業相關
- 奧村印刷－榮町
- 杏林舍－西原。出版、印刷
- 國立印刷局王子工場、瀧野川工場
- 千明社－榮町
- 大日本印刷－赤羽工場、王子工場等。附近有許多相關企業。
- 寶印刷－浮間工場
- 竹田印刷關東事業部－上中里
- 東京書籍－堀船
- 圖書印刷－東十條
- 日刊體育印刷社王子工場－堀船
- 日本出版販売王子流通中心
- 日本製紙
- 日本FELT（日本フエルト）－赤羽西
- 二葉製本浮間工場、神谷工場、北工場
- 讀賣新聞社東京北工場－堀船

※北區、板橋區、足立區等聚集許多相關企業。

### 商業

#### 主要商店街、大型商業設施
●赤羽地區
| - 赤羽一番街商店街 - 赤羽鈴蘭通商店街 LaLa花園（赤羽スズラン通り商店街 LaLaガーデン） - APIRE（アピレ） - ALUCARD赤羽 （アルカード赤羽） | - 伊藤洋華堂赤羽店 - ecute赤羽 （エキュート赤羽） - 西友赤羽店 - 大榮（ダイエー）赤羽店 | - 大榮赤羽北本通店 - Bivio（ビビオ ） - 宜得利（ニトリ）赤羽店 |

●王子地區
- 王子銀座商店街
- 十條銀座商店街
- 東十條南口通商店會

●瀧野川地區
- atre vie田端（アトレヴィ田端）
- 霜降銀座榮會
- 瀧野川櫻通商榮會

## 以北區為舞台的作品

### 小說
- 《淺見光彦系列》
- 《劍客生涯 〜狐雨〜》

### 漫畫
- 《東京都北區赤羽》

### 落語
- 《王子之狐》

### 電影、連續劇
- 《喜劇 站前開運》
- 《再一次對你求婚》

## 知名人士

### 知名出身人士

#### 政治、行政、產業、經濟
- 小淵優子－王子。政治家。

#### 文化、藝術、科學
- 安部公房－西原。小說家、劇作家、演出家。
- 內田康夫－作家。西原出生。北區大使（1996年（平成8年）就任）。
- 中井英夫－田端。小說家、詩人。

#### 演藝、電視廣播
- 麻生美代子－田端。聲優、演員。
- 江口洋介－演員。
- KEIGO（林圭吾）－FLOW主唱
- 兒玉清－瀧野川區。演員。
- 中丸雄一－歌手、藝人、演員。
- 倍賞千惠子－女演員、歌手。北區立瀧野川第六小學校、北區立紅葉中學校出身。北區大使（2006年（平成18年）就任）。
- 林原惠－聲優、歌手。
- 深田恭子－演員、歌手。